# Юліан Марковський
Юліян Шеліґа Марковський (пол. Julian Szeliga Markowski; 1846, Львів — 13 січня 1903, Львів) — львівський скульптор доби історизму та сецесії (ар нуво) в Україні. Автор монументів, алегоричних скульптур, надгобків. Онук львівського скульптора Йогана-Баптіста Шімзера.

## Біографія
Народився 1846 року в м. Львові, столиці Королівства Галичини і Володимирії, коронного краю у складі Австрійської імперії.

### Молоді роки
У молоді роки шукав своє місце у світі — виступав актором мандрівного театру, узяв участь у повстанні 1863—1864 років на території «конгресової» Польщі, але не потрапив на заслання.

### Нове спрямування зусиль
Артур Ґроттґер переконав його успадкувати родинний фах — скульптуру. Його львівський учитель — скульптор Парис Філіппі (1866—1867). Завдяки фінансовій підтримці графа Володимира Дідушицького на навчання Марковський відбув до Відня, де у 1867—1868 роках опановував скульптуру в Академії мистецтв.

### Львів і перші успіхи
Повернувся до Львова, де 1870 року відкрив скульптурну майстерню поблизу Личаківського цвинтаря — у Львові тої пори було мало замовлень на скульптури, винятком були лише надгробки.
Взяв участь у конкурсі на створення монументу класикові польської літератури — Северинові Ґощинському (1876). Це був перший серйозний успіх молодого митця. Пам'ятник Северинові Гощинському завершений 1880 року, встановлений на Личаківському цвинтарі.
Львів був втягнутий у бурхливу розбудову в часи капіталізму, тому Марковський почав отримувати замовлення на алегоричні скульптури для оздоблення будинків, монументи, а не тільки на надгробки.

### Смерть
Скульптор помер 13 січня 1903 року у Львові (тоді у складі Австро-Угорської монархії). Стверджують, що через ускладнення від запалення легенів. Похований у на Личаківському цвинтарі, пам'ятник скромний.

## Доробок

### Перелік деяких творів

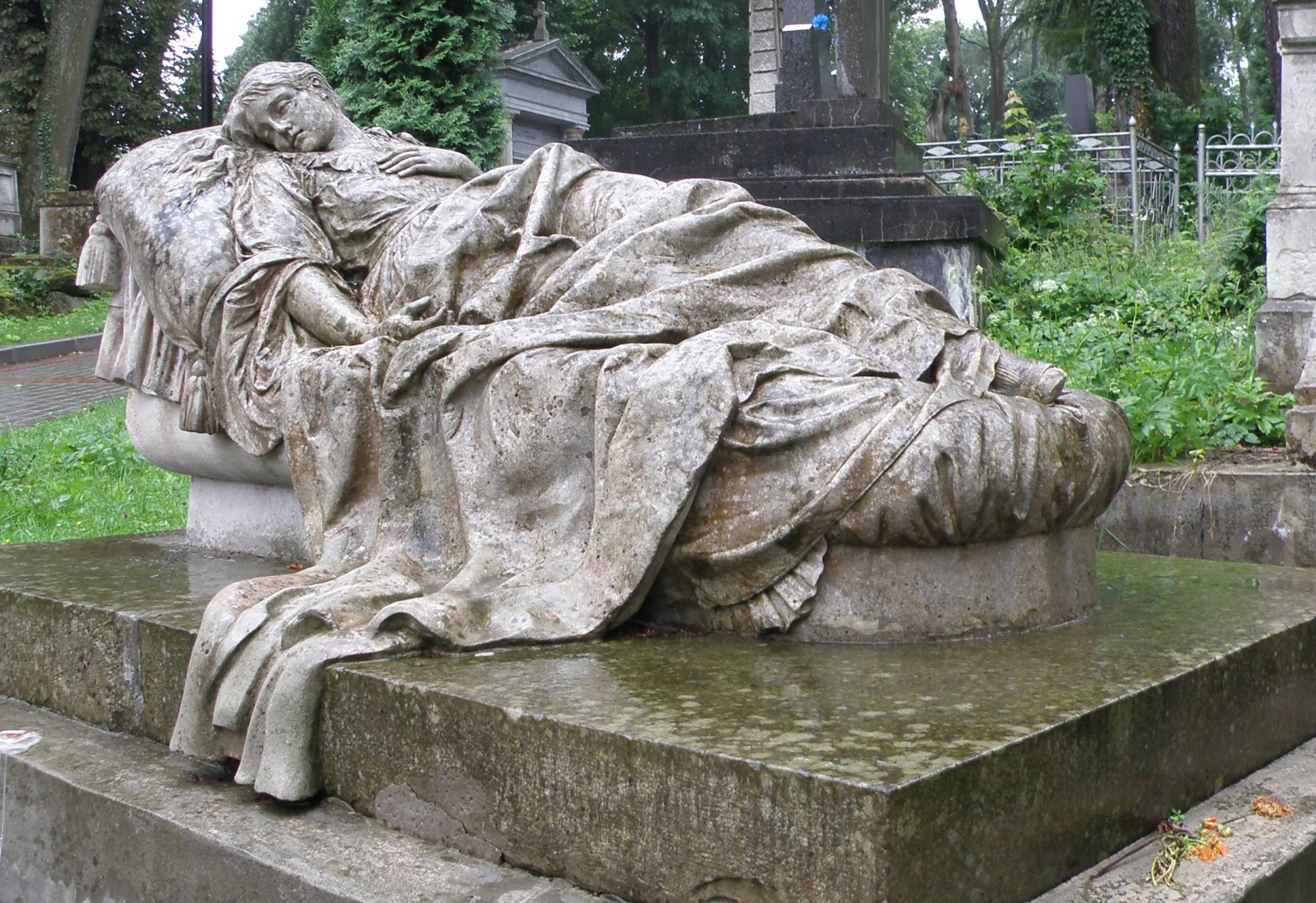
Надгробок Йозефи Марковської

- Постамент монумента Яну ІІІ Собеському (перевезено до міста Гданська, Польща)
- Монумент Янові Кілінському в Стрийському парку (нині у Львові)
- Монумент Бартошеві Ґловацькому на Личаківській рогатці (нині у Львові)
- алегорична скульптурна група « Фортуна вінчає Працю», (нині у Львові, Музей етнографії на проспекті Свободи)
- Муза Полігімнія (1899, нині у Львові, фасад Львівського театру опери та балету)
- Надгробок політику отцю Качалі Степану (1900 року) на цвинтарі в с. Шельпаки, нині Підволочиського району Тернопільської області[2]
- Лише на Личаківському цвинтарі нарахували близько 60 надгробків майстерні скульптора, 30 серед яких мали фігури. Скульптор працював також по замовленням, що надходили з Чернівців, Тернополя, Снятина, Станиславова (нині Івано-Франківськ) та інших міст, сіл Галичини.

### Надгробок Людвіка й Йозефи Марковських (1887)
Цей надгробок визнавали шедевром майстра ще за життя скульптора. На важкому ліжку подано сумну сплячу жіночу фігуру, смуток якої підкреслювали розбурхані зморшки простирадл та Янгол Болю, що стояв в головах надгробка. Популярність надгробка була такою шаленою, що Янгола Болю викрали до 1914 року.